# قرة خاج
قرة خاج هي قرية في مقاطعة ماكو، إيران. يقدر عدد سكانها بـ 255 نسمة بحسب إحصاء 2016.